# 1523 год
1523 (ты́сяча пятьсо́т два́дцать тре́тий) год  по юлианскому календарю — невисокосный год, начинающийся в четверг. Это 1523 год нашей эры, 3‑й год 3‑го десятилетия XVI века 2‑го тысячелетия, 4‑й год 1520‑х годов. Он закончился 502 года назад.
| Пн | Вт | Ср | Чт | Пт | Сб | Вс |
|    |    |    | 1  | 2  | 3  | 4  |
| 5  | 6  | 7  | 8  | 9  | 10 | 11 |
| 12 | 13 | 14 | 15 | 16 | 17 | 18 |
| 19 | 20 | 21 | 22 | 23 | 24 | 25 |
| 26 | 27 | 28 | 29 | 30 | 31 |    |

| Пн | Вт | Ср | Чт | Пт | Сб | Вс |
|    |    |    |    |    |    | 1  |
| 2  | 3  | 4  | 5  | 6  | 7  | 8  |
| 9  | 10 | 11 | 12 | 13 | 14 | 15 |
| 16 | 17 | 18 | 19 | 20 | 21 | 22 |
| 23 | 24 | 25 | 26 | 27 | 28 |    |

| Пн | Вт | Ср | Чт | Пт | Сб | Вс |
|    |    |    |    |    |    | 1  |
| 2  | 3  | 4  | 5  | 6  | 7  | 8  |
| 9  | 10 | 11 | 12 | 13 | 14 | 15 |
| 16 | 17 | 18 | 19 | 20 | 21 | 22 |
| 23 | 24 | 25 | 26 | 27 | 28 | 29 |
| 30 | 31 |    |    |    |    |    |

| Пн | Вт | Ср | Чт | Пт | Сб | Вс |
|    |    | 1  | 2  | 3  | 4  | 5  |
| 6  | 7  | 8  | 9  | 10 | 11 | 12 |
| 13 | 14 | 15 | 16 | 17 | 18 | 19 |
| 20 | 21 | 22 | 23 | 24 | 25 | 26 |
| 27 | 28 | 29 | 30 |    |    |    |

| Пн | Вт | Ср | Чт | Пт | Сб | Вс |
|    |    |    |    | 1  | 2  | 3  |
| 4  | 5  | 6  | 7  | 8  | 9  | 10 |
| 11 | 12 | 13 | 14 | 15 | 16 | 17 |
| 18 | 19 | 20 | 21 | 22 | 23 | 24 |
| 25 | 26 | 27 | 28 | 29 | 30 | 31 |

| Пн | Вт | Ср | Чт | Пт | Сб | Вс |
| 1  | 2  | 3  | 4  | 5  | 6  | 7  |
| 8  | 9  | 10 | 11 | 12 | 13 | 14 |
| 15 | 16 | 17 | 18 | 19 | 20 | 21 |
| 22 | 23 | 24 | 25 | 26 | 27 | 28 |
| 29 | 30 |    |    |    |    |    |

| Пн | Вт | Ср | Чт | Пт | Сб | Вс |
|    |    | 1  | 2  | 3  | 4  | 5  |
| 6  | 7  | 8  | 9  | 10 | 11 | 12 |
| 13 | 14 | 15 | 16 | 17 | 18 | 19 |
| 20 | 21 | 22 | 23 | 24 | 25 | 26 |
| 27 | 28 | 29 | 30 | 31 |    |    |

| Пн | Вт | Ср | Чт | Пт | Сб | Вс |
|    |    |    |    |    | 1  | 2  |
| 3  | 4  | 5  | 6  | 7  | 8  | 9  |
| 10 | 11 | 12 | 13 | 14 | 15 | 16 |
| 17 | 18 | 19 | 20 | 21 | 22 | 23 |
| 24 | 25 | 26 | 27 | 28 | 29 | 30 |
| 31 |    |    |    |    |    |    |

| Пн | Вт | Ср | Чт | Пт | Сб | Вс |
|    | 1  | 2  | 3  | 4  | 5  | 6  |
| 7  | 8  | 9  | 10 | 11 | 12 | 13 |
| 14 | 15 | 16 | 17 | 18 | 19 | 20 |
| 21 | 22 | 23 | 24 | 25 | 26 | 27 |
| 28 | 29 | 30 |    |    |    |    |

| Пн | Вт | Ср | Чт | Пт | Сб | Вс |
|    |    |    | 1  | 2  | 3  | 4  |
| 5  | 6  | 7  | 8  | 9  | 10 | 11 |
| 12 | 13 | 14 | 15 | 16 | 17 | 18 |
| 19 | 20 | 21 | 22 | 23 | 24 | 25 |
| 26 | 27 | 28 | 29 | 30 | 31 |    |

| Пн | Вт | Ср | Чт | Пт | Сб | Вс |
|    |    |    |    |    |    | 1  |
| 2  | 3  | 4  | 5  | 6  | 7  | 8  |
| 9  | 10 | 11 | 12 | 13 | 14 | 15 |
| 16 | 17 | 18 | 19 | 20 | 21 | 22 |
| 23 | 24 | 25 | 26 | 27 | 28 | 29 |
| 30 |    |    |    |    |    |    |

| Пн | Вт | Ср | Чт | Пт | Сб | Вс |
|    | 1  | 2  | 3  | 4  | 5  | 6  |
| 7  | 8  | 9  | 10 | 11 | 12 | 13 |
| 14 | 15 | 16 | 17 | 18 | 19 | 20 |
| 21 | 22 | 23 | 24 | 25 | 26 | 27 |
| 28 | 29 | 30 | 31 |    |    |    |

## События
- 1493—1593 — Столетняя хорватско-османская война. Серия вооружённых конфликтов между Королевством Хорватия и Османской империей[1].
- 1507—1622 — Португало-персидская война. Ряд вооружённых конфликтов между колониалистской Португалией и вассальным Ормузом, с одной стороны, и Сефевидской империей, поддерживаемой англичанами, с другой[2].
- 1510—1528 — война между Сефевидами и Шейбанидами. Серия конфликтов между узбекской династией Шейбанидов, которые основали Бухарское ханство, и Сефевидским государством[3].
- 1511—1641 — Малайско-португальская война. Вооружённый конфликт XVI-XVII веков, в котором Малаккский султанат при поддержке империи Мин, Голландской Ост-Индской компании (с 1607) и Джохора безуспешно сопротивлялся Португальской империи, стремившейся захватить Малакку и установить контроль над торговлей между Индией и Китаем[4].
- 1514—1555 — Турецко-персидская война[5].
- 1515—1523 — закончилось Восстание фрисландских крестьян против властей Голландии[6].
- 1519—1523 — закончилась война Хильдесхаймская вражда[7].
- 1521—1523 — закончилась Война за независимость Швеции[8].
  - 6 июня — Густав Ваза стал королём Швеции (1523—1560) и провозгласил выход её из Кальмарской унии. Изгнание датчан. Восстановление независимости Швеции[9].
  - 17 июня — взятие Стокгольма[10].
  - 20 июня — Густав I Ваза был избран королём Швеции[8].
- 1521—1526 — Итальянская война[11].
- 1521—1526 — Османо-венгерская война[12].
- 1522—1523 — закончилось Рыцарское восстание[13].
- 1523—1524 — в Цюрихе проведена секуляризация церковной собственности, отменены месса, почитание икон и святых, введено причастие под обоими видами для светских лиц. Антицерковные волнения крестьян в Швейцарии.
- Март — взятие Пальмы и расправа над восставшими на Мальорке.
- 1 июля — в Брюсселе сожжены два августинских монаха, последователи Лютера, Генрих Вос и Иоганн Эш.
- 1523 — Франконская война. Вооружённый конфликт во Франконии между Швабским союзом и несколькими раубриттерами из числа соратников Томаса фон Абсберга. Закончился разрушением 23 замков[14].
- Король Дании Кристиан низложен в результате аристократического заговора и изгнан. Королём Дании и Норвегии стал герцог Шлезвига и Гольштейна Фредерик I (1523—1533).
- Стачка подмастерьев-банщиков и парикмахеров в Праге.
- Хан казахов Тагир. Многие племена покидали подвластную ему территорию.
- Гватемала была завоёвана испанскими войсками под командованием Педро де Альварадо.

### Крымское ханство
- После успешного похода на Астраханское ханство Мухаммед I Гирей посадил на астраханский престол калгу Бахадур-Гирея[15].
  - Крымское ханство распространило своё влияние на Астраханское ханство[16].
- Начало года — после взятия Хаджи-Тархана, в городе возник заговор против Мухаммеда I и Бахадура. Инициаторами выступили ногайские мурзы. Согласно более распространённой версии, стремясь укрепить положение Бахадур-Гирея на астраханском престоле, правители оказывали предпочтение оставшимся в Хаджи-Тархане ногайским мурзам перед крымскими эмирами. После очередного конфликта между ногаями и крымскими эмирами сыновья  Мухаммеда I — Гази-Гирей и Бахт-Гирей, большая часть крымской знати и войск в начале года покинули Хаджи-Тархан. Ногайские мурзы предложили хану нагнать и наказать непослушников. Хан во главе верных им войск крымских улусов выступил из Хаджи-Тархана в поход, но на первой же ночёвке хан и калга были убиты ногаями, которые после этого преследовали "царевичей"[17].
- Ногайские мурзы Мамай и Агиш убили хана Мухаммед I Гирея и Бахадур-Гирея, а затем разгромив под Перекопом крымские войска, вторглись на Крымский полуостров, разорив его и подвергнув страшному опустошению[15][17][18].
- Катастрофа этого года на время снизило внешнеполитическую активность крымских ханов и усилило турецкое господство в Крымском ханстве[17].
- Сагиб-Гирей был вынужден уехать в Крымское ханство[15].
- Сагиб I Гирей в послании к турецкому султану Сулейману I Кануни объявил себя его подданным, отправив в 1524 году посольство для заключения договора о превращении Казанского ханства в "юрт" Османской империи[19].
- Начавшаяся русско-казанская война 1523-1524 годов вынудила Сагиб I Гирея оставить казанский престол, который занял его племянник Сафа-Гирей[19].

## Русское государство
Правление: 1505—1533 — Василий III Иванович
- 1521—1524 — Русско-казанская война[20]. 
  - Весна — казанский хан Сахиб I Герай приказал казнить арестованного русского посла Василия Юрьевича Поджогина и всех пленных русских купцов захваченных в 1521 году[21].
  - Июль — Василий III вместе с братьями и войском отправляется в Нижний Новгород[22].
  - Поход русских войск на земли черемисов[23].
  - Август — в результате похода на черемисов, близ устья реки Сура, построена крепость Васильгород, которая должна была выполнять не только оборонительные функции, но и стать плацдармом для наступления на Казань и Казанское ханство[20][23].
  - Конец августа — Василий III из Нижнего Новгорода посылает бывшего казанского хана Шигалея с войском под Казань[22].
  - Сентябрь — русские войска перешли пограничную реку Суру и вторглись на территорию Казанского ханства. Судовая рать, при котором находился Шах-Али, разорила татарские сёла по обеим берегам Волги, дошла до предместий Казани, а затем, исполняя приказ, сразу повернула обратно. Конное войско дошло до реки Свияга и разбило в битве на Итяковом поле казанское войско. Татары не выдержали удара русской конницы и бежали, многие из них утонули в реке[21].
  - 15 сентября — Василий III возвращается в Москву[22].
  - 17 октября — казанские татары осадили город Галич. После неудачного приступа татары и подвластные им марийцы отступили назад, захватив многих пленных и разорив окрестные селения[21].
  - Получив информацию об убийстве нагаями Мухаммед I Гирея и вспыхнувшей в Крымском ханстве междоусобицы, Сагиб I Гирей срочно выехал в Крым[23].
- 1523—1525 — Максим Грек переводит с греческого языка "Беседы святого Иоанна Златоуста" на Евангелия от Матфея и Иоанна, которые стали пользоваться большой популярностью и активно переписывались, а также статьи из энциклопедического лексикографического сборника "Суда", ряд посланий патриарха Константинопольского Фотия и других авторов[24].
- 18 апреля — Василий Иванович Шемячич, отказавшийся в 1522 году приехать по вызову великого князя, прибывает в Москву. Первоначально Василий III принимает его с почётом, но затем, заподозрив его в измене, приказывает схватить и посадить в темницу, его жену привести в Москву, причём отнял у неё всех её боярынь[22].
  - В состав великокняжеских владений включены владения новгород-северского князя Василия Ивановича Шемячича, который был захвачен в плен, где и умер в 1529 году[20].
- По велению великого князя мастер-новгородец Иван Попов заканчивает изготовление Евангелия и обкладывает его серебром[22].
- Митрополит Московский Даниил возводит в сан архимандрита и назначает настоятелем Можайского Лужецкого монастыря Макария (будущего митрополита Московского)[25].
- Пожалованы окольничеством: Великий Андрей Петрович[26].

### Города и поселения
- 1517—1526 — сооружаются новые укрепления во Пскове[27].
- В устье реки Суры построена крепость Василь-город, впоследствии Васильсурск[21].
- Впервые в жалованной грамоте Василия III Коробьину С.И. упоминается село Рыбное (сов. г. Рыбное)[28].

## Начало правления
См. также: Список глав государств в 1523 году
- 6 июня — Густав Ваза стал королём Швеции (1523—1560).
- Ноябрь 1523—1534 — Папа Климент VII (1478—1534) (Джулио Медичи).
- 1523—1533 — король Дании и Норвегии герцог Шлезвига и Гольштейна Фредерик I.
- 1523—1533 — Тагир, хан казахов.

## Наука и искусство
- Николай Гусовский издал свою «Песню про зубра».

## Родились

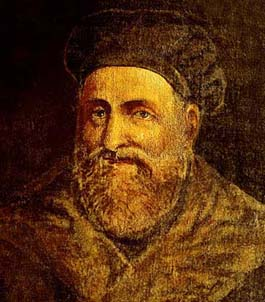
Портрет Габриеле Фаллопия

См. также: Категория:Родившиеся в 1523 году
- Анна Ягеллонка — дочь Сигизмунда I Старого, королева польская и великая княгиня литовская.
- Виженер, Блез — французский дипломат и криптограф.
- Карл I де Бурбон — французский кардинал, архиепископ Руанский, первый принц крови и командор ордена Святого Духа. После смерти последнего из Валуа провозглашён Католической лигой королём Франции под именем Карла X, но реально не правил.
- Маргарита Французская, герцогиня Беррийская — французская принцесса, дочь короля Франциска I, представительница династии Валуа, жена Эммануила Филиберта, герцога Савойского, герцогиня Беррийская с 1550 года, герцогиня Савойская с 1559 года.
- Фаллопий, Габриеле — итальянский анатом эпохи Возрождения.

## Скончались

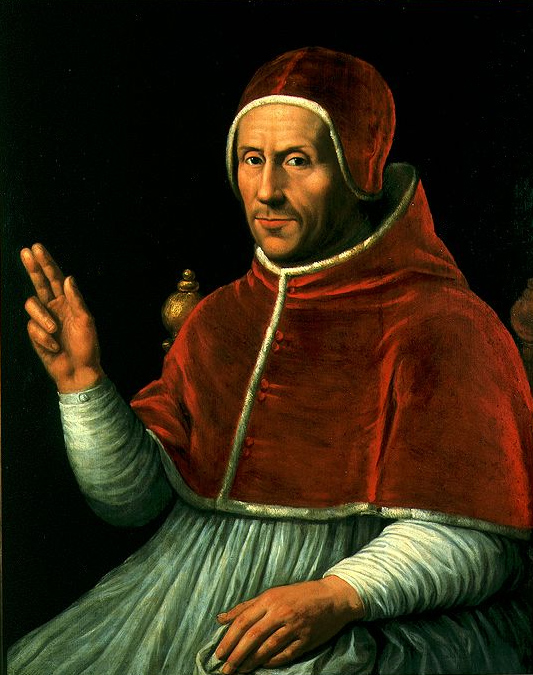
Портрет Адриана VI

См. также: Категория:Умершие в 1523 году
- 13 марта — Кудай-Кул (с 21.12.1505 — Пётр Ибрагимович), царевич, 21 января 1506 года женился на сестре великого московского князя Василия III Ивановича Евдокии Ивановне (1495-1513), в 1510-х начале 1520-х гг, тогда ещё бездетный Василий III рассматривал его в качестве своего наследника[29].
- 19 мая — Иоанн Андреевич, сын углического князя Андрея Горяя.
- 14 сентября — Адриан VI, Папа Римский с 1522 года, воспитатель императора Карла V (род.1459)
- Абрабанель, Иегуда — испано-еврейский врач, поэт и философ-неоплатоник, старший сын еврейского учёного дона Ицхака Абрабанеля.
- Ульрих фон Гуттен — немецкий писатель, политический деятель, идейный вождь рыцарского восстания 1522—1523 годов, после провала восстания бежал в Швейцарию, где вскоре умер.
- Давид, Герард — нидерландский живописец, представитель раннего Северного Возрождения.
- Бартоломео Монтанья — художник венецианской школы.
- Синьорелли, Лука — итальянский живописец раннего Возрождения.
- Мухаммед I Гирей — крымский хан[23].